# Tabera de Abajo (kommunhuvudort)
Tabera de Abajo är en kommunhuvudort i Spanien.   Den ligger i provinsen Provincia de Salamanca och regionen Kastilien och Leon, i den centrala delen av landet, 200 km väster om huvudstaden Madrid. Tabera de Abajo ligger 813 meter över havet och antalet invånare är 104.
Terrängen runt Tabera de Abajo är platt. Runt Tabera de Abajo är det mycket glesbefolkat, med 7 invånare per kvadratkilometer. Närmaste större samhälle är Ledesma, 19,8 km norr om Tabera de Abajo. Trakten runt Tabera de Abajo består till största delen av jordbruksmark.